# Sony Aliber
Sony Aliber è un comune rurale del Mali facente parte del circondario di Gao, nella regione omonima.